# 벨로고르스크 (아무르주)
벨로고르스크(러시아어: Белогорск)는 아무르주 벨로고르스키군의 중심지이다.
인구는 6만 7,400명(2002년)이다.
톰강(제야강의 지류)이 흘러가는 지점에 위치해 있고, 108 km지점에 블라고베셴스크가 위치해 있다.
1860년에 세워졌고, 처음에는 알렉산드롭스코예(Александровское)였다. 1913년에서 1926년까지는 알렉산드롭스크나토미(Александровск-на-Томи), 1926년부터는 보치카료보(Бочкарёво)로, 1931년부터는 크라스노파르티잔스크(Краснопартизанск), 1936년에는 쿠이비솁카보스토치나야(Куйбышевка-Восточная), 1957년부터는 현재의 벨로고르스크로 개칭되었다.